# Промышленность Санкт-Петербурга

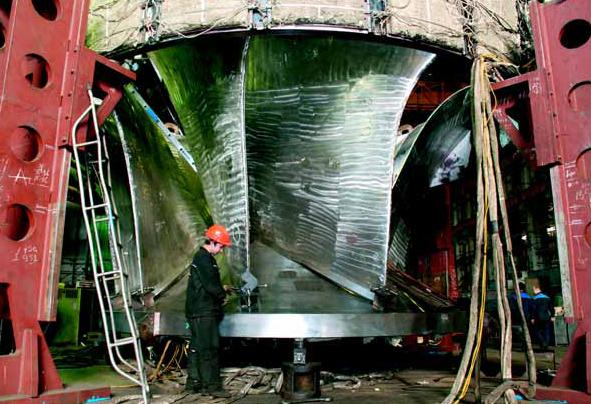
Рабочее колесо Богучанской ГЭС, в цехе Ленинградского металлического завода

Основа промышленности Санкт-Петербурга — тяжёлая индустрия, в том числе энергетическое машиностроение. В городе работают такие гиганты машиностроения как Кировский завод, Ленинградский металлический завод, «Электросила», Завод турбинных лопаток (все три предприятия входят в компанию «Силовые машины»), НПО ЦКТИ им. Ползунова, входящее в ОАО «Группа Е4», Ижорские заводы (Колпино, компания «ОМЗ»), Ленинградский электромашиностроительный завод, Невский завод, «Компрессор» и др.
Развита чёрная (Ижорский трубный завод компании «Северсталь») и цветная металлургия (завод «Красный выборжец»), химическая, лёгкая, полиграфическая промышленность (холдинг «Ленполиграфмаш»).
Развито транспортное машиностроение: «Вагонмаш» (выпускает вагоны метро), сборочный автобусный завод «Скания-Питер». Действуют автомобильные заводы зарубежных компаний и предприятия, выпускающие автокомпоненты.
Также военное и гражданское судостроение и судоремонт.
Также развито станко-, приборостроение, производство оптики (ЛОМО), электроприборов (Ленинградский электромеханический завод) и электронной техники, производство электрооборудования среднего и низкого напряжения.
ВПК: многие предприятия специализируются на выпуске вооружений; значительный объём промышленного производства формируется предприятиями отрасли производства вооружений.

## История

### Российская Империя
Список крупнейших предприятий:
| Предприятие                              | Отрасль                               | Продукция | Год основания | Количество сотрудников |
| ---------------------------------------- | ------------------------------------- | --- | ------------- | ---------------------- |
| Адмиралтейские верфи                     | Судостроение                          | Суда военного и гражданского назначения | 1704          | 6000                   |
| Арсенал                                  | Машиностроение                        | Космическая, морская военная техника. Компрессорная, водоочистительная, техника. Оборудование для пищевой и химической промышленности | 1711          | 2500                   |
| Охтинский химический завод               | Химическая промышленность             | Изделия на основе фторопластов, поливинилацетатных пластиков, полиолефинов и полистиролов | 1715          | *                      |
| Полюстрово                               | Пищевая промышленность                | Родниковые воды и безалкогольные напитки | 1718          | *                      |
| Ижорский завод                           | Машиностроение                        | Экскаваторы, прокатное, энергетическое оборудование, листовой и сортовой прокат | 1722          | 8000                   |
| Императорский фарфоровый завод           | Стекольная промышленность             | Художественные изделия из фарфора | 1744          | 1200                   |
| Кировский завод                          | Машиностроение                        | Трактора, сельскохозяйственная техника | 1801          | 8000                   |
| Пролетарский завод                       | Машиностроение, Судостроение          | Судовое оборудование, средства технологического оснащения для судостроения | 1826          | 2000                   |
| Октябрьский электровагоноремонтный завод | Машиностроение                        | Вагоны для метро и ж/д (ремонт, обслуживание, выпуск) | 1826          | 1200                   |
| Гардинно-кружевная компания              | Текстильная промышленность            | Гардинно-тюлевые изделия | 1834          | *                      |
| Невская косметика                        | Химическая промышленность             | Косметическая и парфюмерная продукция | 1839          | 600                    |
| Красная нить                             | Лёгкая промышленность                 | Нитки | 1849          | *                      |
| Завод имени Козицкого                    | Приборостроение                       | Радиотехника | 1853          | *                      |
| Балтийский завод                         | Судостроение                          | Крупные гребные винты, военные корабли, крупнотоннажные гражданские суда, ледоколы | 1856          | 4000                   |
| Ленинградский металлический завод        | Энергетическое машиностроение         | Паровые, гидравлические и газовые турбины | 1857          | 4700                   |
| Сталепрокатный завод                     | Металлообработка                      | Стальной прокат | 1857          | *                      |
| Невский завод                            | Энергетическое машиностроение         | Газовые и паровые турбины, компрессоры, турбогенераторы, воздухоочистители | 1857          | *                      |
| Обуховский завод                         | Машиностроение, Металлургия           | Пусковые комплексы, подъёмно-транспортное оборудование, станки | 1863          | 3000                   |
| Красный Выборжец                         | Цветная металлургия, Металлообработка | Плоский и круглый прокат | 1867          | 400                    |
| ФГУП Завод имени М. И. Калинина          | Машиностроение                        | Многопрофильное военное машиностроение | 1869          | *                      |
| Вагонмаш                                 | Вагоностроение                        | Пассажирские вагоны для ж/д и метро | 1874          | *                      |
| Игристые вина                            | Пищевая промышленность                | Алкогольная писка | 1876          | *                      |
| Компрессор                               | Энергетическое машиностроение         | Компрессоры для подводных и надводных кораблей, оборудование для систем сжатого воздуха космических стартовых комплексов, оборудование для атомных, тепловых и гидроэлектростанций, оборудование для железнодорожного транспорта, пусковые компрессоры для дизельных и дизель-электрических установок, компрессорное оборудование для спасателей, нефтегазовое оборудование, автоматические системы управления | 1877          | 1000                   |
| Севкабель                                | Машиностроение                        | Силовой и слаботочный кабель | 1879          | *                      |
| Скороход                                 | Лёгкая промышленность                 | Детская обувь | 1882          | 300                    |
| Масложировой комбинат СПб                | Пищевая промышленность                | Масло-жировые продукты питания, безалкогольные напитки | 1889          | *                      |
| Светлана                                 | Электронное приборостроение           | Электровакуумных приборы, рентгеновские трубки, СВЧ-печи, полупроводниковые приборы и устройства, интегральные схемы, микропроцессоры, микроконтроллеры, высокоглиноземистая керамика | 1889          | 3600                   |
| Красный Октябрь                          | Машиностроение                        | Вертолётные редукторы, газотурбинные двигатели | 1891          | *                      |
| Красная заря                             | Машиностроение                        | Металлокорпуса электрощитового оборудования и металлоконструкции | 1892          | *                      |
| Электросила                              | Энергетическое машиностроение         | Электрические машины, тяговые двигатели, генераторы | 1898          | 4000                   |
| Усть-Ижорский фанерный комбинат          | Деревообработка                       | Фанера | 1910          | *                      |
| Климов                                   | Машиностроение                        | Двигатели для вертолётов, самолётов, танков и кораблей | 1912          | 2000                   |
| Русские самоцветы                        | Ювелирная промышленность              | Ювелирные изделия | 1912          | *                      |
| Северная верфь                           | Судостроение                          | Боевые надводные корабли и коммерческие суда | 1912          | *                      |
| Завод АТИ                                | Химическая промышленность             | Уплотнительные и теплоизоляционные изделия | 1913          | *                      |
| ЛОМО                                     | Приборостроение                       | Оптико-механические и оптико-электронные приборы | 1914          | 3000                   |

### Советский период
Список крупнейших предприятий:
| Предприятие                             | Отрасль                           | Продукция                                    | Год основания | Количество сотрудников |
| --------------------------------------- | --------------------------------- | -------------------------------------------- | ------------- | ---------------------- |
| Северная заря                           | Электротехническая промышленность | Слаботочные реле                             | 1920          | *                      |
| Завод «Навигатор»                       | Приборостроение                   | Навигационная аппаратура                     | 1925          | *                      |
| Слопласт                                | Химическая промышленность         | Декоративный бумажно-слоистый пластик        | 1925          | *                      |
| Бадаевский хлебозавод                   | Пищевая промышленность            | Хлебопекарные изделия                        | 1927          | *                      |
| Трамвайно-механический завод            | Вагоностроение, Машиностроение    | Трамваи, троллейбусы                         | 1929-2013     | *                      |
| Завод ПТО им. С. М. Кирова              | Машиностроение                    | Подъёмные краны                              | 1930          | *                      |
| Ленинградский электромеханический завод | Электротехническая промышленность | Электросчётчики, системы учёта               | 1930          | *                      |
| Звезда                                  | Машиностроение                    | Высокооборотные дизельные двигатели          | 1932          | *                      |
| Асфальтобетонный завод «Магистраль»     | Строительство                     | Асфальтовые смеси                            | 1932          | *                      |
| Самсон                                  | Пищевая промышленность            | Мясные продукты                              | 1933-2010     | *                      |
| Хлебозавод Московского района           | Пищевая промышленность            | Хлебобулочные изделия                        | 1934          | 4000                   |
| Петмол                                  | Пищевая промышленность            | Молочная продукция                           | 1934-2008     | *                      |
| Электропульт                            | Электротехническая промышленность | Электротехническое оборудование              | 1935          | *                      |
| Фабрика имени Крупской                  | Пищевая промышленность            | Кондитерская продукция                       | 1938          | 900                    |
| Завод трансформаторных подстанций       | Электротехническая промышленность | Трансформаторные подстанции                  | 1941          | *                      |
| Завод прогресс                          | Химическая промышленность         | Изделия из пластмасс, пластиковая упаковка   | 1944          | *                      |
| Первая мебельная фабрика                | Мебельная промышленность          | Мебель                                       | 1945          | *                      |
| Петербургский мельничный комбинат       | Пищевая промышленность            | Мучные и крупяные продукты питания           | 1949          | *                      |
| Мезон                                   | Электротехническая промышленность | Конденсаторы, аккумуляторы                   | 1951-2012     | *                      |
| Завод металлоконструкций                | Металлообработка, Строительство   | Металлоконструкции для ТЭЦ, пролёты, ёмкости | 1952          | 600                    |
| СевЗапМебель                            | Мебельная промышленность          | Мебель                                       | 1953          | *                      |
| Пискарёвский молочный завод             | Пищевая промышленность            | Молочная продукция                           | 1963          | *                      |
| Завод турбинных лопаток                 | Энергетическое машиностроение     | Лопатки для паровых и газовых турбин         | 1964          | *                      |

### Современность
Список крупнейших действующих предприятий:
| Предприятие                                                                             | Отрасль                                | Продукция | Год основания | Количество сотрудников |
| --------------------------------------------------------------------------------------- | -------------------------------------- | --- | ------------- | ---------------------- |
| Балтика                                                                                 | Пивоварение                            | Пиво | 1990          | 12000                  |
| Альфа                                                                                   | Ювелирная промышленность               | Ювелирные изделия | 1992          | *                      |
| Вентиляционный завод                                                                    | Промышленность строительных материалов | Изделия приточно-вытяжной вентиляции и кондиционирования воздуха | 1999          | *                      |
| Ижорский трубный завод                                                                  | Металлообработка                       | Трубы большого диаметра | 2006          | 500                    |
| Российская Стекольная Компания                                                          | Стекольная промышленность              | Стекло, стеклопакеты | 1992          | *                      |
| Coca-Cola                                                                               | Пищевая промышленность                 | Безалкогольные напитки | 1995          | 1000                   |
| Парнас-М                                                                                | Пищевая промышленность                 | Мясо и мясопродукция | 1998          | *                      |
| Экотек                                                                                  | Химическая промышленность              | Упаковка, полиграфия | 1998          | 150                    |
| Wrigley                                                                                 | Пищевая промышленность                 | Жевательная резинка | 1999          | *                      |
| Петрохолод                                                                              | Пищевая промышленность                 | Замороженные продукты питания | 1999          | *                      |
| Филип Моррис Ижора                                                                      | Лёгкая промышленность                  | Сигареты, табак | 2000          | 1200                   |
| Невский лакокрасочный завод                                                             | Химическая промышленность              | Лаки и краски | 2002          | *                      |
| Русский Стандарт Водка                                                                  | Пищевая промышленность                 | Водка | 2006          | 200                    |
| БЭТ                                                                                     | Электротехническая промышленность      | Металлокорпуса для сборки электрощитовой продукции, электрощитовое оборудования | 2006          | 50                     |
| «Компрессор газ» (дочернее предприятие АО «Компрессор»)                                 | Энергетическое машиностроение          | Компрессоры для газовой, нефтяной и химической промышленности, воздушные компрессоры общего и специального назначения, автомобильные газонаполнительные компрессорные станции, блоки подготовки топливного газа, блоки подготовки импульсного газа, блоки осушки и очистки природного газа, азотные установки, газораспределительные станции и вспомогательное блочно-контейнерное оборудование | 2006          | -                      |
| BSH Bosch und Siemens                                                                   | Холодильная промышленность             | Холодильники, холодильные камеры, стиральные машины | 2007          | 950                    |
| Научно-производственное объединение «Компрессор» (дочернее предприятие АО «Компрессор») | Энергетическое машиностроение          | Компрессоры для подводных и надводных кораблей, оборудование для систем сжатого воздуха космических стартовых комплексов, оборудование для атомных, тепловых и гидроэлектростанций, оборудование для железнодорожного транспорта, пусковые компрессоры для дизельных и дизель-электрических установок, компрессорное оборудование для МЧС, техническое обслуживание и ремонт                    | 2009          | -                      |
| Scania                                                                                  | Автомобилестроение                     | Грузовые автомобили, автобусы | 2010          | 650                    |
| Magna                                                                                   | Автомобилестроение                     | Автокомпоненты, автокомплектующие | 2010          | 220                    |
| «Автоматические системы» (дочернее предприятие АО «Компрессор»)                         | Приборостроение                        | Системы автоматического управления технологическими процессами, электрическая распределительная и регулирующая аппаратура | 2014          | -                      |
| «Винтовые машины» (дочернее предприятие АО «Компрессор»)                                | Энергетическое машиностроение          | Винтовые компрессорные установки, воздуходувки | 2015          | -                      |

Годом основания считается год запуска предприятия в Санкт-Петербурге, количество сотрудников — количество сотрудников в Петербурге.

## Статистика
Численность работников промышленных предприятий (по данным оперативной статистической отчетности за 2018 год) составила 346,9 тыс. человек (99,8 % к 2017 году),
среднемесячная заработная плата работников в промышленности — 65,4 тыс. рублей (109,7 % к 2017 году).
В 2005 году объём выпуска промышленности города составил 353 млрд руб. (на 4,2 % выше показателей предыдущего года, хотя доля промышленности в ВРП Санкт-Петербурга падает — в 2006 году объём промышленного производства в городе сократился, по сравнению с 2005, на 7 %.

## Отрасли

### Машиностроение
Транспортное машиностроение:
«Вагонмаш» (выпускает вагоны метро),
сборочный автобусный завод «Скания-Питер» (завод в промзоне Шушары под Санкт-Петербургом), производственный холдинг «Кингисеппский машиностроительный завод» (двигатели).

#### Автомобильная промышленность
Действуют автомобильные заводы компаний «Форд» (автомобильный завод Форд Всеволожск в городе Всеволожск Ленинградская области), Toyota, General Motors, Nissan и Hyundai.
Также предприятия, выпускающие автокомпоненты.

#### Судостроение и судоремонт
В сфере военного и гражданского судостроения и судоремонта работают заводы
«Северная верфь»,
Балтийский завод (одна из ведущих судостроительных верфей России),
Адмиралтейские верфи,
Канонерский судоремонтный завод,
Невский судостроительный завод,
Судостроительная фирма «АЛМАЗ» (ранее «Приморский судостроительный завод»),
Кронштадтский морской завод,
завод Пелла, производственный холдинг «Кингисеппский машиностроительный завод» (судовое оборудование).
КБ:
Рубин,
Малахит.

#### Оборонная промышленность
см. Оборонно-промышленный комплекс России
Многие предприятия специализируются на выпуске вооружений, в частности Северный завод, НИИ «Мортеплотехника» (торпеды и пр.) и др.

### Пищевая промышленность
Санкт-Петербург является крупнейшим
Производителем российского пивоварения — пять пивоваренных заводов города производят почти пятую часть всего пива в России, причем представлены предприятия всех основных игроков российского рынка этого напитка. Здесь же располагается штаб-квартира крупнейшей российской пивоваренной компании «Балтика» (один из основных плательщиков в городской бюджет).
Также в городе находится ряд других пищевых предприятий: мясокомбинаты, предприятия по производству кондитерских изделий, рыбной продукции, завод минеральных и газированных вод «Полюстрово», ряд других пищевых предприятий: Петмол, Самсон. и многие другие.
Также в городе находятся заводы компаний «Coca-Cola», «Pepsi», производящие безалкогольные напитки, завод компании «Wrigley» и др.

## Инфраструктурные предприятия
Компании, обслуживающие хозяйство города:
| Предприятие                | Отрасль                         | Услуги                        | Год основания | Количество сотрудников |
| -------------------------- | ------------------------------- | ----------------------------- | ------------- | ---------------------- |
| Водоканал Санкт-Петербурга | водоснабжения и канализирования | Водоснабжение и водоотведение | 1858          | 8000                   |
| Ленэнерго                  | электроснабжение                | Электроэнергия                | 1886          | *                      |
| ТЭК СПб                    | теплоснабжение                  | Теплоэнергия                  | 1938          | *                      |